# Cristina D'Avena e i tuoi amici in TV 2004
Cristina D'Avena e i tuoi amici in TV 2004 è una raccolta della cantante Cristina D'Avena pubblicata nel 2004, diciassettesimo volume della collana a cadenza annuale che, per scaramanzia della casa discografica, in questo caso venne privata del numero cardinale normalmente presente all'interno del titolo.
Le canzoni Il ballo di Timidy e Sciarpina e Piccola Bijou erano già state inserite nell'album Hamtaro piccoli criceti, grandi avventure, uscito l'anno precedente.
È l'ultimo volume della collana ad essere pubblicato in formato musicassetta.

## Tracce (più 1 inedito)
1. Mew Mew amiche vincenti (Alessandra Valeri Manera/Cristiano Macrì) 3:41
2. Il ballo di Timidy e Sciarpina (A. Valeri Manera/Gianfranco Fasano) 4:16
3. Pokémon Advanced (A. Valeri Manera/Max Longhi, Giorgio Vanni) 2:39
4. Tanto tempo fa... Gigì (A. Valeri Manera/Vincenzo Draghi) 3:44 - inedito
5. Lupin, l'incorreggibile Lupin (A. Valeri Manera/Carmelo Carucci) 3:14
6. Sandy dai mille colori (A. Valeri Manera/Giordano Bruno Martelli) 3:04
7. What a mess Slump e Arale (A. Valeri Manera/M. Longhi, G. Vanni) 3:27
8. Amore mio (A. Valeri Manera/C. Carucci) 3:16
9. Viaggiamo con Benjamin (A. Valeri Manera/C. Carucci) 3:31
10. Piccola Bijou (A. Valeri Manera/M. Longhi, G. Vanni) 3:03
11. Che campioni Holly e Benji!!! (A. Valeri Manera/Silvio Amato) 3:14
12. Gli Orsetti del Cuore (A. Valeri Manera/C. Carucci) 3:18
13. Chris Colorado (A. Valeri Manera/M. Longhi, G. Vanni) 3:05
14. Sabrina (A. Valeri Manera/M. Longhi, G. Vanni) 3:15
15. Che famiglia è questa Family! (A. Valeri Manera/C. Carucci) 3:12
16. Tutti abbiamo un cuore (Luciano Beretta, Albano Bertoni/Giovanni d'Aquila) 3:41

## Interpreti e cori
- Cristina D'Avena (n. 1-2-4-6-8-9-10-12-14-15-16)
- Cristina D'Avena e Giorgio Vanni (n. 3-7)
- Cristina D'Avena e Marco Destro (n. 11)
- Giorgio Vanni (n. 13)
- Enzo Draghi (n. 5)
- I Piccoli Artisti dell'Accademia New Day diretti da Cristina Paltrinieri, Nadia Biondini, Gisella Cozzo, Marco Gallo, Giorgio Vanni, Roberta Granà, Cristina Paltrinieri